# Corinna capito
Corinna capito is een spinnensoort uit de familie van de loopspinnen (Corinnidae).
De wetenschappelijke naam van de soort werd in 1856 als Drassus capito gepubliceerd door Hippolyte Lucas.